# Vyja
La Vyja (in russo Bыя?) è un fiume della Russia europea settentrionale, affluente di sinistra del fiume Pinega. Scorre nell'Oblast' di Arcangelo, nei rajon  Pinežskij e Verchnetoemskij.
La sorgente della Vyja si trova nella parte meridionale del distretto Pinežskij. Il fiume scorre tra boschi e pianure collinari, prima verso sud, poi curva a est e a nord e infine gira a est. Sfocia nella Pinega a 546 km dalla foce, presso Ust'-Vyjskaja. Ha una lunghezza di 181 km, il suo bacino è di 2 710 km². Solo nel corso inferiore del fiume ci sono piccoli insediamenti.
Dal 2019, il corso superiore del fiume è diventato parte della riserva naturale Dvinsko-Pinežskij (Двинско-Пинежский заказник).